# Platjenwerbe
Platjenwerbe ist eine von sechs Ortschaften der Gemeinde Ritterhude im niedersächsischen Landkreis Osterholz und hat rund 2.400 Einwohner.

## Lage
Im Westen grenzt die Ortschaft an die Gemeinde Schwanewede, im Süden an die Ortsteile St. Magnus und Lesum des Bremer Stadtteils Burglesum. Östlich befindet sich Ihlpohl.
Am östlichen Ortsrand verläuft die Bundesautobahn A 27.

## Geschichte
Platjenwebe wurde 1595, zusammen mit dem später eingemeindeten Ortsteil Stubben, als Stubben und Platkenwerwe genannt. Am häufigsten wird der Ortsname als Platte Warft gedeutet.
Am 1. März 1974 wurde Platjenwerbe bei der Gebietsreform in Niedersachsen in die Gemeinde Ritterhude eingegliedert.

## Naturschutzgebiete und Grünanlagen
Südöstlich von Platjenwerbe liegt in Lesum das Ruschdahlmoor, ein 4,8 Hektar großes Naturschutzgebiet. 
Der Friedehorstpark (früher Lehnhofpark) liegt in St. Magnus, am südwestlichen Ortsrand von Platjenwerbe. Im Park befindet sich die mit 32,5 m ü. NN höchste natürliche Erhebung in der Stadtgemeinde Bremen. Im Westen liegt das hügelige Auetal mit Wäldern und Wiesen.

## Gebäude
- Hofanlage Sankt-Magnus-Straße 65 von 1765 und 1850 in Fachwerk
- Die Villa Buchenhof von 1906 am Holthorster Weg 59 gehörte dem Baumwollkaufmann Heinrich Müller-Pearse (1873–1946), Mitinhaber der Firma Albrecht, Müller Pearse (Baumwoll Im- und Export)
- Hofmeierhaus Sankt-Magnus-Straße 70 von 1921 als denkmalgeschützter ehemaliger Teil der Villa Buchenhof

## Einrichtungen, Vereine
- Grundschule Platjenwerbe, Dorfstraße
- Freiwillige Feuerwehr Platjenwerbe, Dorfstraße
- Kindergarten Platjenwerbe, Dorfstraße
- Dorfgemeinschaftshaus Platjenwerbe, Dorfstraße
- Heimatverein Platjenwerbe mit 525 Mitgliedern (Stand: 1. Januar 2014).[3]
- Sportgemeinschaft Platjenwerbe 1910 mit über 1100 Mitglieder und Angebotim Leistungs- und  Breiten- sowie Gesundheitssport.[4] Ein Großteil der Fußballspiele findet im ritterhuder Stadion Moormannskamp statt.[5]